# Rolf Sele
Rolf Sele (12 aprile 1967) è un ex calciatore liechtensteinese, di ruolo centrocampista.

## Carriera

### Nazionale
Ha collezionato 3 presenze con la propria Nazionale.